# Rolfing
Rolfing é uma forma de medicina alternativa criada por Ida Rolf (1896–1979) com a denominação Integração Estrutural. Consiste geralmente numa série de dez sessões de manipulação física com as mãos denominada de "receita". Baseia-se nas ideias de Rolf sobre os benefícios do alinhamento do campo gravitacional da Terra com um suposto "campo de energia" do corpo humano. Os praticantes combinam terapia manual superficial e profunda e estímulos de movimento. O processo é por vezes doloroso.
Os princípios do rolfing contrariam os fundamentos da medicina e não existe qualquer evidência de que seja eficaz no tratamento de qualquer condição de saúde. É considerado uma pseudociência e tem sido caracterizado como charlatanismo. Desconhece-se a sua segurança.